# Arnold Mindell
Arnold Mindell (Schenectady (New York), 1 januari 1940 – Yachats (Oregon), 10 juni 2024) was een Amerikaanse psychotherapeut, schrijver en de grondlegger van process-oriented psychology. Hij heeft 28 boeken geschreven die in meer dan 35 talen zijn vertaald.

## Leven en werk
Mindell is een zoon van Max Mindell en Bianca Gruenberg. Na zijn doctoraalstudie natuurkunde aan het Massachusetts Institute of Technology (MIT) in Cambridge (Massachusetts), zette Mindell zijn studie voort in Zürich. In Zwitserland leerde hij het werk van Carl Gustav Jung kennen. Hij verlegde het zwaartepunt van zijn studie naar de analytische psychologie en kreeg een aanstelling als jungiaans analyticus aan het C.G. Jung-Instituut. Daar leerde hij Marie-Louise von Franz kennen, die intensief onderzoek deed naar de relatie van het onderbewuste met de materie.
In 1972 promoveerde Mindell op zijn onderzoek naar synchroniciteit. Hij raakte gefascineerd door de relatie tussen lichamelijke symptomen en dromen, en publiceerde zijn bevindingen in 1982 in zijn eerste boek, Dreambody: The body’s role in revealing the self. Daarop ging hij onderzoeken hoe de dromende geest onbewuste of 'dubbele' signalen produceert in ons contact met andere mensen. Hij merkte dat interpersoonlijke communicatie gemakkelijker wordt als deze signalen van de achtergrond naar de voorgrond van de aandacht worden gebracht.
Zijn ideeën ontwikkelden zich uiteindelijk tot de techniek van process-oriented psychology (ook bekend als proceswerk). Proceswerk concentreert zich op het volgen van signalen en zintuiglijke informatie, en beschouwt deze als aanwijzingen voor het ontdekken van betekenis in stoornissen, lichamelijke symptomen en relatieproblemen. Proceswerk omvat elementen van Gestalttherapie, jungiaanse psychologie en psychosomatiek, inheemse tradities, natuurkunde (wegens haar kwantumveldentheorie en ideeën over non-lokaliteit en verstrengeling), het boeddhisme en het taoïsme. 
Zijn belangstelling voor relaties verbreedde zich tot de studie van conflicten in grote groepen. Hij ontdekte dat de droomprocessen die hij had gevonden op individueel niveau en bij tweetallen ook behulpzaam waren bij het oplossen van problemen in groepen. In groepen wordt het proces niet alleen door individuen gedragen, maar door 'rollen' die bezet kunnen worden door elk individu in de groep. Uit het groepsgedrag kunnen ook 'spookrollen' afgeleid worden waarmee geen enkel individu zich identificeert.
Nadat hij verschillende boeken over zijn ontdekkingen had gepubliceerd, kreeg Mindell opnieuw belangstelling voor de natuurkunde en ging kleine, subtiele signalen bestuderen die in meer klassieke psychologische benaderingen gewoonlijk genegeerd worden. Samen met zijn partner en echtgenote Amy Kaplan ontwikkelde hij nieuwe methoden om te werken met mensen in een coma, in een vegetatieve staat of in de stervensfase. Zijn belangstelling voor de  kwantumfysica leidde tot onderzoek naar de onderlinge verbondenheid van de psychologie met de theoretische natuurkunde.
Mindell overleed op 10 juni 2024 op 84-jarige leeftijd.

### Oorspronkelijke titels
- Synchronicity, an investigation of the unitary background patterning synchronous phenomena (a psychoid approach to the unconscious). Thesis (Ph. D.). Union Graduate School, 1972, Online Computer Library Center (OCLC) 9525294
- The psychoid character of transference. C.G. Jung Foundation New York 1977, OCLC 10271804
- Met M. Kropf, B.F. Harder, en L. Geiser: Upon these doorposts: How children grow in faith; Leader's guide. Evangel Press, Nappane, Ind 1980, OCLC 10289213
- Dreambody, the body’s role in revealing the self. Sigo Press, Santa Monica, CA 1982, ISBN 0-938434-05-5
- River’s way: the process science of the dreambody: information and channels in dream and bodywork, psychology and physics, Taoism and alchemy. Routledge & Kegan Paul, London 1985, ISBN 0-7102-0631-3
- Working with the dreaming body. Routledge & Kegan Paul London 1985, ISBN 0-7102-0465-5
- The dreambody in relationships. Routledge & Kegan Paul London 1987, ISBN 0-7102-1072-8
- City shadows: psychological interventions in psychiatry. Routledge London 1988, ISBN 0-415-00193-5
- Theory & practice in transpersonal conflict resolution. The transpersonal vision. Conference Recording Service Berkeley, CA 1988, OCLC 19251135
- Coma: key to awakening.Shambhala,  Boston 1989, ISBN 0-87773-486-0
- The year 1: global process work. Arkana New York 1989, ISBN 0-14-019210-7
- Working on yourself alone: inner dreambody work. Arkana New York 1990, ISBN 0-01-409201-8
- The personal and global dreambody. New Dimensions Foundation San Francisco, CA 1991, OCLC 23804363
- Your body speaks its dream. New Dimensions Foundation San Francisco, CA 1991, OCLC 23804194
- The leader as martial artist: an introduction to deep democracy. Harper San Francisco, CA 1992, ISBN 0-06-250614-5
- The shaman’s body: a new shamanism for transforming health, relationships, and community. Harper San Francisco, CA 1993, ISBN 0-06-250655-2
- Sitting in the fire: large group transformation using conflict and diversity. Lao Tse Press Portland, OR 1995, ISBN 1-887078-00-2
- Dreaming while awake: techniques for 24-hour lucid dreaming. Hampton Roads Charlottesville, VA 2000, ISBN 1-57174-187-9
- Quantum mind: the edge between physics and psychology. Lao Tse Press Portland, OR 2000, ISBN 1-887078-64-9
- The dreammaker’s apprentice: using heightened states of consciousness to interpret dreams. Hampton Roads Charlottesville, VA 2001, ISBN 1-57174-229-8
- Riding the horse backwards: process work in theory and practice. Arkana New York, NY 2002, ISBN 0-14-019320-0
- The deep democracy of open forums: practical steps to conflict prevention and resolution for the family, workplace, and world. Hampton Roads Charlottesville, VA 2002, ISBN 1-57174-230-1
- The quantum mind and healing: how to listen and respond to your body’s symptoms. Hampton Roads Charlottesville, VA 2004, ISBN 1-57174-395-2
- Earth-based psychology: path awareness from the teachings of Don Juan, Richard Feynman, and Lao Tse. Lao Tse Press Portland, OR 2007, ISBN 1-887078-75-4
- ProcessMind: a user’s guide to connecting with the mind of God. Quest Books Wheaton, IL 2010
- Dance of the Ancient One. Deep Democracy Exchange 2013, ISBN 978-1-61971-015-3
- Conflict: Phases, Forums, and Solutions: For our Dreams and Body, Organizations, Governments, and Planet. CreateSpace 2017, ISBN 978-1540770448
- The Leader's 2nd Training: For Your Life and Our World. Gatekeeper Press 2019, ISBN 978-1642374322

### Nederlandse vertalingen
- Aan jezelf werken in je eentje: Praktisch omgaan met je proces. Amsterdam, Mesa Verde (1994). ISBN 90-71298-05-1
- Contact met comapatiënten, Amsterdam, Mesa Verde (1994). ISBN 90-71298-06-X